# Heilige Drei Könige (Mainz)

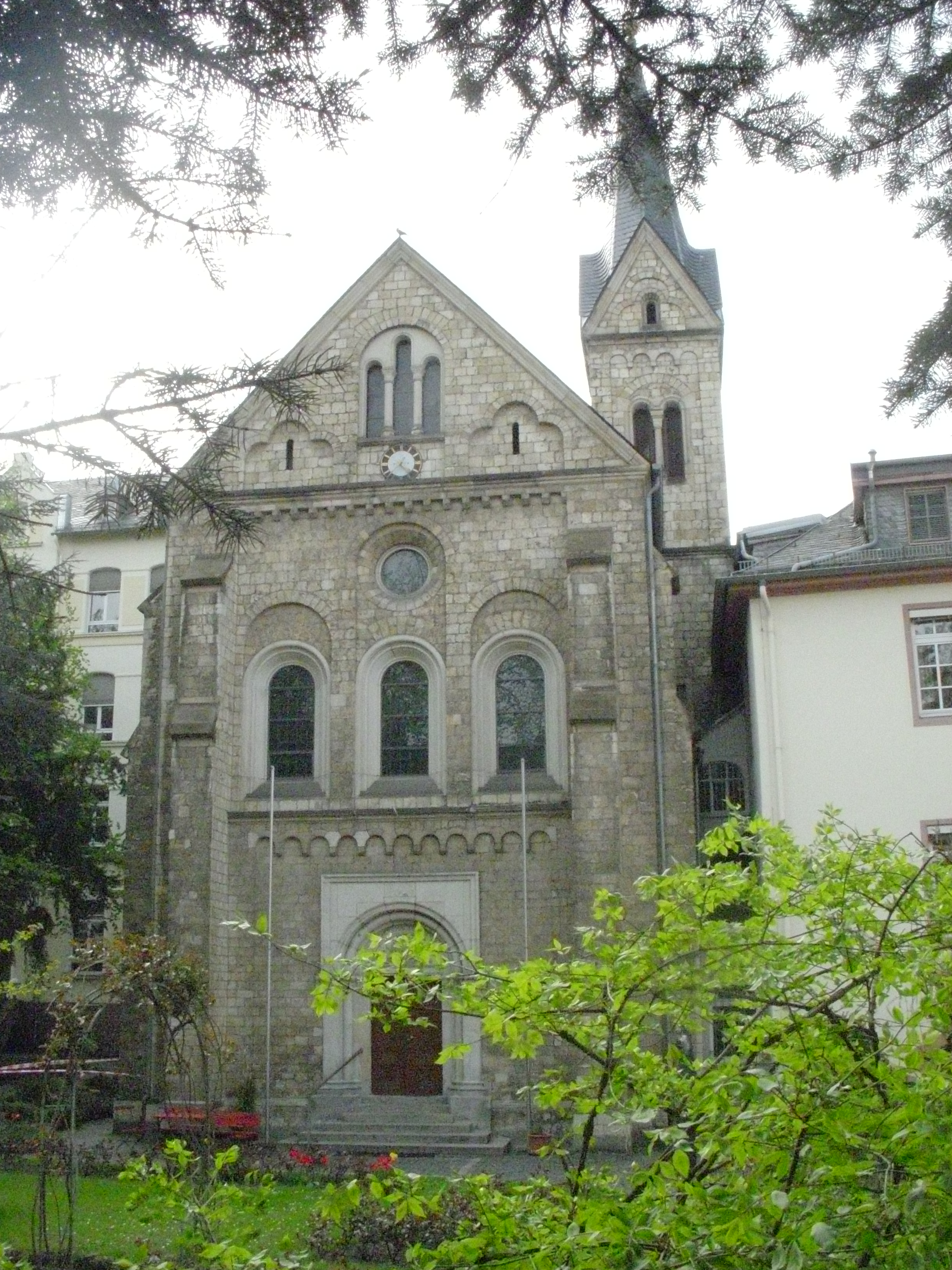
Hl. Drei Könige, Maria-Ward-Schule, Mainz

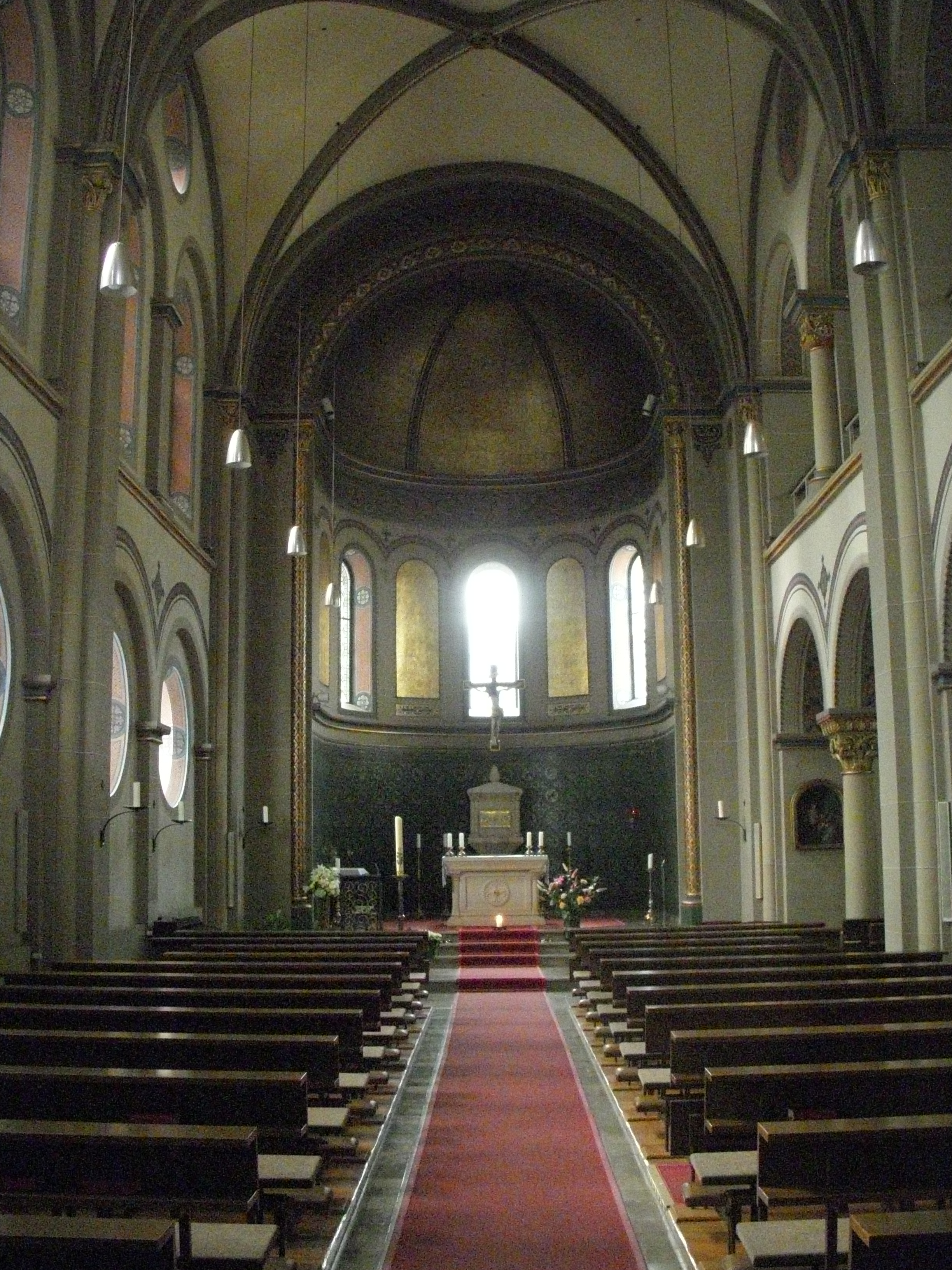
Hl. Drei Könige, Maria-Ward-Schule, Mainz, Innenansicht

Die Kapelle Heilige Drei Könige ist eine Kapelle in Mainz. 
Die Kapelle zu den Heiligen Drei Königen befindet sich in der Maria-Ward-Schule (früher: Institut der englischen Fräulein) im älteren Dalberger Hof. Sie wurde in den Jahren 1862 bis 1865 vom großherzoglichen Kreisbaumeister Ludwig Metternich aus Mainz erbaut und 1865 von Bischof Wilhelm Emmanuel von Ketteler geweiht. Im Chor sind die Heiligen Drei Könige, der heilige Bonifatius, die heilige Bilhildis sowie der Erzengel Raphael mit dem alttestamentlichen Tobias dargestellt. Der zweischiffige Raum zeigt drei romanisierende, mit Kreuzrippengewölben abgedeckte Joche mit der nach Norden ausgerichteten Apsis. Die Innenausmalung im byzantinischen Stil erfolgte durch Joseph Anton Nikolaus Settegast und August Gustav Lasinsky, die auch nach den Entwürfen von Philipp Veit die Bilder im Hauptschiff des Mainzer Doms malten.
Diese Kapelle war die Nachfolgerin der Simon-und-Judas-Kapelle im Hof „Zum Roten Haus“, dem späteren Königsteinerhof, auf dem Ballplatz, die durch den Grafen Eberhard von Eppstein, Herrn zu Königstein, erbaut und dotiert wurde.
Die Schule feiert ihre Gottesdienste in der Kapelle.